# Bruno von Haigerloch-Wiesneck
Bruno von Haigerloch-Wiesneck († 5. Mai zwischen 1126 und 1129) war Dompropst von Straßburg und Gründer des Klosters Sankt Märgen im Schwarzwald.
Schon im Mittelalter und in der älteren Literatur wird er oft fälschlich Bruno von Hohenberg genannt, weil die Hohenberger das 1134 ausgestorbene Haus Haigerloch beerbten. Ebenfalls fehlerhaft ist die Identifizierung mit dem 1129–1131 amtierenden Straßburger Bischof Bruno.

## Leben und Wirken
Bruno war wahrscheinlich Bruder des Grafen Adalbert von Haigerloch-Wiesneck. In Straßburg war er Dompropst. Von 1112 bis 1122 war er auch Kanzler Kaiser Heinrichs V.
Er stiftete um 1118 die Augustinerchorherren-Abtei Sankt Märgen im Schwarzwald.